# Майский (Чериковский район)
Майский — агрогородок в Чериковском районе Могилёвской области Беларуси. Население — 485 чел. (2009). 

## История
До 1989 в посёлке Майский было 15 личных подсобных хозяйств.
В 1989 году в посёлок переселили жителей из населенных пунктов Вепринского сельсовета, пострадавших от аварии на Чернобыльской АЭС. Решением Чериковского районного Совета депутатов от 9 декабря 2010 года № 7-3 поселок Майский преобразован в агрогородок Майский.

## Население
| 1999 | 2009 |
| ---- | ---- |
| 659  | ↘485 |

## Инфраструктура
Агропромышленный комплекс представлен участком коммунального сельскохозяйственного унитарного предприятия «Прогресс». Специализация участка — животноводство, выращивание зерновых и зернобобовых, кормовых и технических культур. В агрогородке функционирует филиал «Майский сельский клуб — библиотека» на 57 посадочных мест, на базе которого работает три клубных формирования. Работает Майская базовая школа и этнографический музей, фельдшерско-акушерский пункт, отделение связи, магазин и кафетерий Мстиславского РАЙПО, комплексный приемный пункт УКП «Бытуслуги». При Вепринском сельисполкоме — общественный пункт охраны порядка и социальный пункт учреждения «Районный центр социального обслуживания населения».